# Matériau pour ressort
Pour les articles homonymes, voir matériau (homonymie).
Le matériau pour ressort est celui choisi dans la conception d'un ressort afin de répondre à des besoins spécifiques en fonction des caractéristiques techniques de ces matériaux.

## Généralités
Un « bon » ressort se déforme facilement de manière élastique (sinon on utiliserait un dispositif rigide) — il a donc une faible constante de raideur —  par contre, il peut se déformer de manière importante sans subir de déformation plastique. Ceci peut se synthétiser par la notion de « résistance vive élastique » du matériau.
Re2 / 2·E
Re étant la limite d'élasticité et E le module de Young de ce matériau ; cette valeur est élevée dans le cas d'un « bon matériau pour ressort ». Toutefois, une haute limite d'élasticité ne suffit pas, il faut qu'elle s'accompagne d'une bonne résilience et d'une bonne endurance vis-à-vis des efforts alternés (voir Fatigue).

## Exemples
Parmi les aciers, une première famille est celle des aciers mangano-siliceux contenant de 1,5 à 2 % de silicium, 0,6 à 0,7 % de manganèse, 0,4 à 0,6 % de carbone, avec éventuellement un peu de chrome, de tungstène, de molybdène ou de vanadium. Citons les nuances suivantes : 45S7 (ressorts à lames), 55S7, 45SCD6, 60SC7, (barres de torsion), 45SW8. On trouve aussi des aciers au chrome, avec du vanadium, du manganèse ou du silicium-molybdène, par exemple : 45C4, 50CV4.
L'élinvar (« acier » à 33 % de nickel, 12 % de chrome, 1,2 % de manganèse) a un module d'Young indépendant de la température. Il sert à la fabrication de ressorts destinés à des appareils de précision (galvanomètres, sismographes, chronomètres, diapasons, etc.).
La limite d'élasticité des aciers baisse rapidement lorsque la température s'élève. Pour les hautes températures, on préfère des alliages de type Inconel à base de nickel (45 à 75 %), de chrome (15 %), de cobalt, molybdène, tungstène, titane, fer, et aluminium, qui conservent des propriétés correctes jusqu'à 400-500 °C, ou encore des intermétalliques.
La corde à piano est (en principe) un fil d'acier à 0,8 - 1 % de carbone, dont la surface polie est exempte de défauts ou d'imperfections notables susceptibles d'amorcer des ruptures de fatigue (concentrations de contrainte). On atteint normalement une limite d'élasticité Re = 1 210 MPa pour le fil de 0,5 mm et Re = 1 125 MPa pour le fil de 13 mm.
Un matériau trop peu connu mais largement utilisé en construction électrique est le cuivre au béryllium (1 à 2 %). Il permet de réaliser des ressorts très bons conducteurs de l'électricité et de la chaleur. Sa limite d'élasticité atteint 1 000 MPa, avec une très bonne endurance.
Les alliages à mémoire de forme (par exemple, le Nitinol, alliage de nickel, titane et cuivre) constituent une solution intéressante quand la détente du ressort doit être différée dans le temps. Ils présentent plusieurs propriétés très spéciales, entre autres l'effet mémoire simple sens qui permet à l'alliage de retrouver sa forme initiale après une déformation mécanique ou thermique et l'effet mémoire double sens qui le rend capable après « éducation » d'avoir deux positions stables au-dessous et au-dessus d'une certaine « température critique ». Des ressorts peuvent ainsi rester « au repos » à température ambiante et devenir « actifs » si leur température augmente. Ils ont des applications fort intéressantes en orthodontie, dans les systèmes d'assemblage mécanique, les appareillages de sécurité, etc.
Aux très basses températures (−150 à −200 °C), les aciers sont presque tous extrêmement fragiles (voir Température de transition fragile-ductile) mais on peut utiliser d'autres métaux comme le plomb.

## Traitement de surface
Outre le choix du matériau adapté, les performances du ressort dépendent également du traitement de surface du matériau. Ceux-ci mettent en compression les couches superficielles du métal, minimisant le risque de rupture de fatigue. Ces traitements peuvent être le galetage (barres de torsion) ou le grenaillage (en anglais shot peening). La préconformation des ressorts est également une solution pour créer, aux endroits les plus sollicités, les contraintes résiduelles de compression ou de cisaillement adéquates.